# Sesung
Sesung is een dorp in het district Kweneng in Botswana. De plaats telt 1481 inwoners (2011).